# Tube Alloys

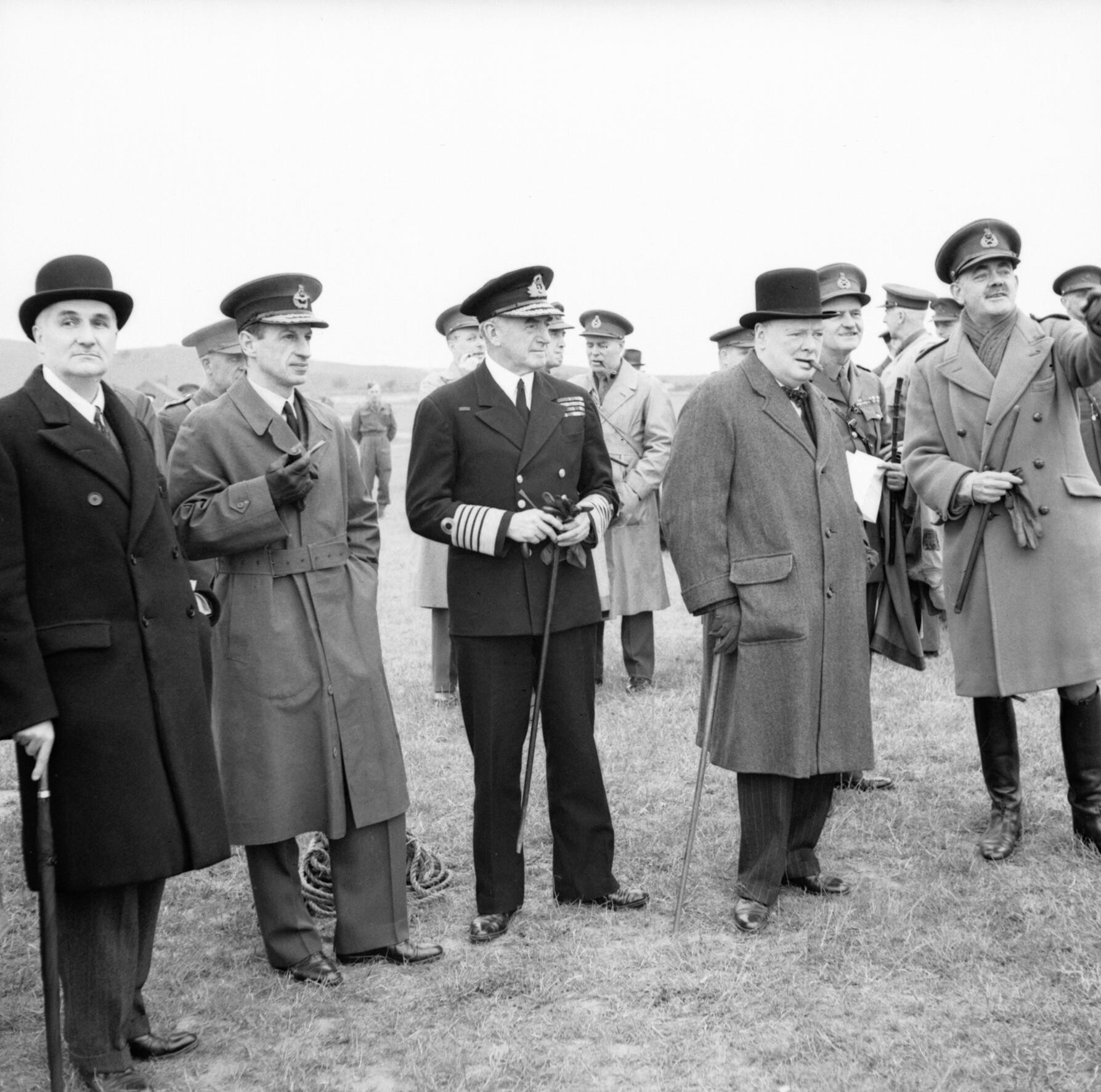
Lord Cherwell, consejero científico del Primer Ministro, el oficial de la RAF Sir Charles Portal, el almirante de la marina Sir Dudley Pound y Winston Churchill en junio de 1941.

Los Tube Alloys fue el nombre en clave con el que era conocido el programa de investigación y desarrollo autorizado por el gobierno del Reino Unido, con la participación de Canadá, para desarrollar armas nucleares durante la Segunda Guerra Mundial. Los esfuerzos británicos, que comenzaron antes que el Proyecto Manhattan en Estados Unidos, se mantuvieron en secreto, por lo que había que referirse a ellos en clave incluso en los círculos más altos del gobierno.
La posibilidad de utilizar los procesos nucleares como armamento militar se reconoció al principio de la guerra. En la Universidad de Birmingham, Rudolf Peierls y Otto Robert Frisch redactaron conjuntamente un memorándum en el que explicaban que una pequeña masa de uranio-235 puro podía utilizarse para producir una reacción en cadena en una bomba con la potencia de miles de toneladas de TNT. Esto condujo a la formación del Comité MAUD, que pidió un esfuerzo total para desarrollar armas nucleares. Wallace Akers, quien supervisaba el proyecto, eligió el nombre en clave deliberadamente engañoso de «Tube Alloys» (aleaciones tubulares). Su Dirección de "Aleaciones Tubulares" formaba parte del Departamento de Investigación Científica e Industrial del Reino Unido.
El programa Tube Alloys de Gran Bretaña y Canadá fue el primer proyecto de armas nucleares. Debido a los elevados costes que suponía para el Reino Unido librar una guerra al alcance de los bombardeos de sus enemigos, los Tube Alloys fue finalmente absorbidos por el Proyecto Manhattan tras el Acuerdo de Quebec con Estados Unidos. En virtud de este acuerdo, las dos naciones compartirían la tecnología de armamento nuclear y se abstendrían de utilizarla contra la otra o contra otros países sin consentimiento mutuo. Sin embargo, Estados Unidos no facilitó al Reino Unido todos los detalles de los resultados del Proyecto Manhattan. La Unión Soviética obtuvo información valiosa a través de sus espías atómicos, que se habían infiltrado tanto en el proyecto británico como en el estadounidense.
Estados Unidos puso fin a la cooperación tras el fin de la guerra, en virtud de la Ley de Energía Atómica de 1946. Esto llevó al Reino Unido a relanzar su propio proyecto, el programa High Explosive Research (HER). Se crearon instalaciones de producción y los científicos británicos continuaron su trabajo bajo los auspicios de un programa británico independiente. En 1952, Gran Bretaña realizó una prueba nuclear bajo el nombre en clave de «Operación Hurricane» y se convirtió en el tercer Estado en poseer armas nucleares. En 1958, tras la crisis del Sputnik y la demostración británica de una bomba termonuclear de dos fases, el Reino Unido y Estados Unidos firmaron el Acuerdo de Defensa Mutua, que supuso la reanudación de la relación especial nuclear de ambas naciones.